# Peter Cooper
Peter Cooper (ur. 12 lutego 1791 w Nowym Jorku, zm. 4 kwietnia 1883 tamże) – przemysłowiec i wynalazca amerykański, stworzył ok. 1850 roku dla dokształcenia klas pracujących The Cooper Union for the Advancement of Science and Art (biblioteka, wykłady i pokaźne zbiory); filantrop.

## Życiorys
Był synem oficera walczącego w wojnie o niepodległość Stanów Zjednoczonych. W 1828 założył manufakturę, Canton Iron Works, której celem było zaopatrywanie Baltimore and Ohio Railroad Company. Zajmował się też polityką i był kandydatem Greenback Party na urząd prezydenta Stanów Zjednoczonych w wyborach w roku 1876. Jako członek rady miejskiej Nowego Jorku opowiadał się m.in. za stworzeniem publicznej oświaty, policji oraz straży pożarnej. Prowadził inwestycje przemysłowe, przyczyniając się do rozwoju transportu, będąc zarazem znanym amerykańskim filantropem.